# Философия искусственного интеллекта
Философия искусственного интеллекта задаётся вопросами о «мышлении машин». Эти вопросы отражают интересы различных исследователей искусственного интеллекта, философов, исследователей познавательной (когнитивной) деятельности.
Ответы на них зависят от того, что понимается под понятиями «интеллект» или «сознание», и какие именно «машины» являются предметом обсуждения.

## Может ли машина мыслить?
Наиболее горячие споры в философии искусственного интеллекта вызывает вопрос возможности мышления творения человеческих рук. Вопрос «Может ли машина мыслить?», который подтолкнул исследователей к созданию науки о моделировании человеческого разума, был поставлен Аланом Тьюрингом в 1950 году. Две основных точки зрения на этот вопрос сформулированы в гипотезах сильного и слабого искусственного интеллекта.
Термин «сильный искусственный интеллект» ввел Джон Сёрль:

Более того, такая программа будет не просто моделью разума; она в буквальном смысле слова сама и будет разумом, в том же смысле, в котором человеческий разум — это разум.
— 
Напротив, для сторонников гипотезы слабого ИИ программы — лишь инструмент для решения задач, не требующих полного спектра человеческих познавательных способностей.
В своем мысленном эксперименте «Китайская комната», Джон Сёрль показывает, что даже прохождение теста Тьюринга может не являться достаточным критерием наличия у машины подлинного процесса мышления.
Аналогичную позицию занимает и Роджер Пенроуз, который в своей книге «Новый ум короля» аргументирует невозможность получения процесса мышления на основе формальных систем.

## Что считать интеллектом?
Интеллект — способность обрабатывать информацию, обучаться и осознавать новые ситуации на основе опыта, а также, превращать свои восприятия в знания, предвосхищать будущее, адаптироваться к новым ситуациям.
Искусственный интеллект (ИИ) не обладает интеллектом в том смысле, как это понимается у человека. ИИ представляет собой программы и системы, созданные для выполнения определенных задач, используя алгоритмы и данные. В отличие от человеческого интеллекта, искусственный интеллект не обладает сознанием, самосознанием, эмоциями или способностью к самостоятельному обучению в том объеме, как это характерно для человека.
ИИ проявляет "умение" выполнять задачи, для которых он был предназначен, на основе программирования и данных, которые были использованы при его обучении или разработке. В то время как ИИ может быть очень продвинут и эффективен в решении определенных задач, он не обладает интеллектом в полном смысле этого слова.

## Наука о знании
Также, с проблемами искусственного интеллекта тесно связана эпистемология — наука о знании в рамках философии. Философы, занимающиеся данной проблематикой, решают вопросы, схожие с теми, которые решаются инженерами ИИ о том, как лучше представлять и использовать знания и информацию.

## Этические проблемы создания искусственного разума
Этот раздел содержит вопросы, касающиеся искусственного интеллекта и этики:
- Если в будущем машины смогут рассуждать, осознавать себя и иметь чувства, то что тогда делает человека человеком, а машину — машиной?
- Если в будущем машины смогут осознавать себя и иметь чувства, возможно ли будет их эксплуатировать или придется наделять их правами?
- Если в будущем машины смогут рассуждать, то как сложатся отношения людей и машин? Данный вопрос был не раз рассмотрен в произведениях искусства на примере противостояния людей и машин. К примеру, батлерианский джихад в романе «Дюна» Фрэнка Герберта, проблемы взаимоотношения с ИскИнами в романе Дэна Симмонса «Гиперион», война с машинами в кинофильме «Терминатор» и так далее.
- Будет ли человек, которому в результате многочисленных медицинских имплантаций заменили 99 процентов тела, считаться машиной?

Данные вопросы рассматриваются в рамках философии техники и трансгуманистической философии.

## Сознание
Инженер из Google заявил, что чат-бот LaMDA, разработанный в компании, обладает сознанием.